# Finn Nygaard Rasmussen
Finn Nygaard Rasmussen ( 1948 - ) es un botánico y taxónomo danés.
Es investigador en Biología Evolucionaria y profesor del "Departamento de Biología" de la "Universidad de Copenague" en Dinamarca.
Se ha especializado en taxonomía teórica y en evolución, filogenia y sistemática de las monocotiledóneas especialmente Orchidaceae. Realiza estudios morfológicos y anatómicos en combinación con análisis cladístico a fin de dilucidar historias evolucionarias. Realiza tales estudios sobre la base de la colección de orquídeas vivas del Jardín botánico.

## Obra
- 1983, publica en coautoría con R.Dahlgren una clasificación de la familia Orchidaceae
- 1999. Editores: Alec M. Pridgeon, Phillip Cribb, Mark W. Chase, F.N.Rasm.. Genera Orchidacearum : General Introduction, Apostasioideae, Cypripedioideae. ISBN 0-19-850513-2
- 2001. Editores: Alec M. Pridgeon, Phillip Cribb, Mark W. Chase, F.N.Rasm.. Genera Orchidacearum : Orchidoideae. ISBN 0-19-850710-0
- 2003. Editores: Alec M. Pridgeon, Phillip Cribb, Mark W. Chase, F.N.Rasm.. Genera Orchidacearum: Vol. 3: Orchidoideae (Part 2), Vanilloideae (Genera Orchidacearum). ISBN 0-19-850711-9
- 2004. Cribb, P.; F.N.Rasm.. Field Guide to Ethiopian Orchids. Real Jardín Botánico de Kew, Sebsebe Demissew. ISBN 1-84246-071-4
- 2006. Editores: Alec M. Pridgeon, Phillip Cribb, Mark W. Chase, F.N.Rasm.. Genera Orchidacearum: Vol. 4: Epidendroideae (Part 1) (Genera Orchidacearum). ISBN 0-19-850712-7

- La abreviatura «F.N.Rasm.» se emplea para indicar a Finn Nygaard Rasmussen como autoridad en la descripción y clasificación científica de los vegetales.[1]